# Gioia quasidelicata
Gioia quasidelicata là một loài bọ cánh cứng trong họ Chrysomelidae. Loài này được Savini & Furth miêu tả khoa học năm 2005.